# Svetlana Toma
Svetlana Toma (nar. jako Svetlana Fomičeva; * 24. května 1947, Chișinău, Moldavská SSR) je moldavská herečka. Debutovala v roce 1966, pracovala kromě Moldavska také v Rusku.

## Životopis

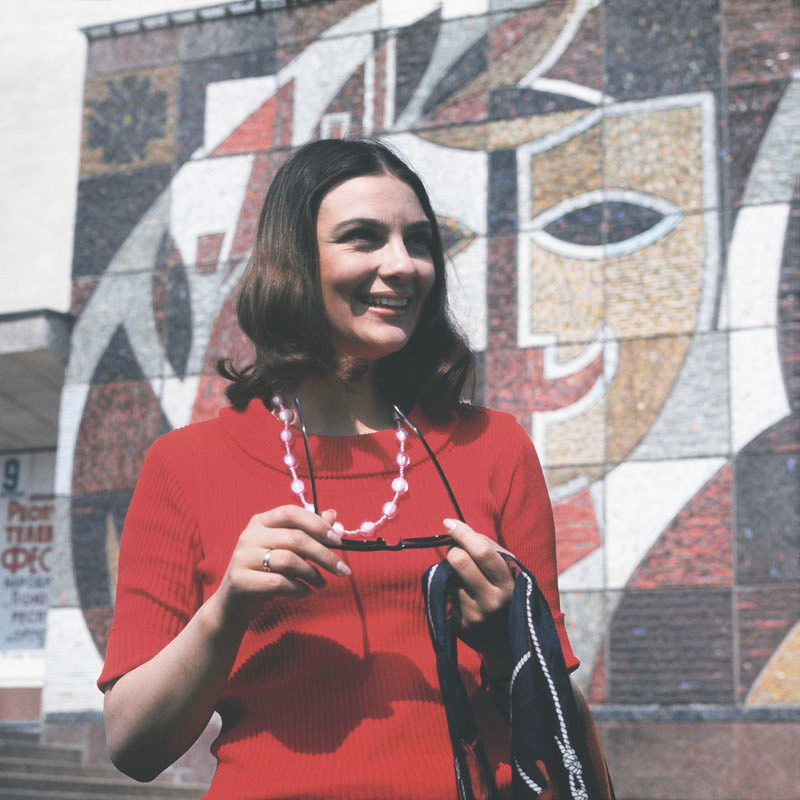
Svetlana Toma na přelomu 60. a 70. let

Po střední škole studovala práva na Kišiněvské univerzitě. Setkání s režisérem Emilem Loteanu jí však změnilo život – obsadil ji do snímku Rudé stráně (Красные поляны). Po úspěchu filmu vystudovala herectví na Kišiněvském institutu umění a získala angažmá v divadlech. Vedle herectví se věnovala i zpěvu.
Její patrně nejznámější filmovou postavou je ústřední role nespoutané Cikánky Rady ve filmu Cikáni jdou do nebe (Табор уходит в небо) z roku 1975, který vznikl na motivy povídky Maxima Gorkého Makar Čudra.
V českém filmu Písně by neměly umírat o životě Josefa Navrátila Ratili z roku 1983 ztvárnila jednu z hlavních rolí, pěvkyni Enriche Masaccio.
Jejím partnerem je herec Oleg Lačin, dcera Irina Lačinová (* 1972) je rovněž herečkou. Její příjmení je pseudonym, který si zvolila po prababičce pocházející z Francie.

## Vyznamenání
- Zasloužilý umělec Moldavské SSR – 1979
- Zasloužilý umělec Ruské federace – Rusko, 15. května 2001 – za zásluhy v oblasti umění[2]
- Národní umělec Moldavska – Moldavsko, 26. listopadu 2008 – za dlouhou a plodnou tvůrčí činnost, významný přínos k propagaci kulturních hodnot a vysoké umělecké dovednosti[3]
- Řád přátelství – Rusko, 3. května 2018 – za velké zásluhy o rozvoj národní kultury a umění a za mnoho let plodné činnosti[4]